# Топоница (Косовска Каменица)
Топоница (архаично и Тополница; алб. Topanicë или Topanica) је насеље у општини Косовска Каменица на Косову и Метохији. Атар насеља се налази на територији катастарске општине Топоница површине 824 ha и налази се у равници доњег тока Криве Реке. У повељи манастира Грачанице из 1321/22. године Топоница је био назив за читаву област данашње Новобрдске Криве Реке. У 16. и 17. веку ова област се називала Анђелова Тополница по тесалијском кнезу Михаилу Анђелу који се, по паду Тесалије, склонио у Ново Брдо, оженио Српкињом и вероватно постао господар жупе Тополнице. Његови синови Михаило и Махмуд Анђеловићи су дошли до високих војних достојанстава, служећи, први у српској, други у турској војсци. Албанци су у Тополницу почели да се досељавају после 1700-те године, да би до 1880. године сасвим потиснули Србе староседеоце. На српском сеоском гробљу Албанци су 1985. године у парампарчад поразбијали све надгробне споменике.

## Демографија
Насеље има албанску етничку већину.
Број становника на пописима:
- попис становништва 1948. године: 1.106
- попис становништва 1953. године: 1.154
- попис становништва 1961. године: 1.193
- попис становништва 1971. године: 1.360
- попис становништва 1981. године: 1.737
- попис становништва 1991. године: 1.931